# Витроль (Верхние Альпы)
Витро́ль (фр. Vitrolles, окс. Vitròla) — коммуна во Франции, находится в регионе Прованс — Альпы — Лазурный Берег. Департамент коммуны — Верхние Альпы. Входит в состав кантона Барсийоннет. Округ коммуны — Гап.
Код INSEE коммуны — 05184.

## Население
Население коммуны на 2008 год составляло 206 человек.
| 1962 | 1968 | 1975 | 1982 | 1990 | 1999 | 2008 |
| ---- | ---- | ---- | ---- | ---- | ---- | ---- |
| 181  | 182  | 155  | 137  | 134  | 139  | 206  |

## Известные уроженцы, жители
- Витроль, Эжен-Франсуа-Огюст д’Арнольд (1774—1854) — французский политик и дипломат.

## Экономика
В 2007 году среди 126 человек в трудоспособном возрасте (15—64 лет) 98 были экономически активными, 28 — неактивными (показатель активности — 77,8 %, в 1999 году было 72,3 %). Из 98 активных работали 89 человек (45 мужчин и 44 женщины), безработных было 9 (4 мужчины и 5 женщин). Среди 28 неактивных 10 человек были учениками или студентами, 14 — пенсионерами, 4 были неактивными по другим причинам.